# Santa Coloma de Cervelló (kommunhuvudort)
Santa Coloma de Cervelló är en kommunhuvudort i Spanien.   Den ligger i provinsen Província de Barcelona och regionen Katalonien, i den östra delen av landet, 500 km öster om huvudstaden Madrid. Santa Coloma de Cervelló ligger 16 meter över havet och antalet invånare är 7 086.
Terrängen runt Santa Coloma de Cervelló är kuperad åt nordväst, men åt sydost är den platt. Runt Santa Coloma de Cervelló är det mycket tätbefolkat, med 6 019 invånare per kvadratkilometer. Närmaste större samhälle är Barcelona, 12,3 km öster om Santa Coloma de Cervelló. Runt Santa Coloma de Cervelló är det i huvudsak tätbebyggt.